# Nieuw-Zeelands stormvogeltje
Het Nieuw-Zeelands stormvogeltje (Fregetta maorianus; synoniem: Oceanites maorianus) is een vogel uit de familie van de zuidelijke stormvogeltjes (Oceanitidae). Het is een ernstig bedreigde vogelsoort uit het zeegebied tussen Nieuw-Zeeland en Australië.

## Kenmerken
De vogel is gemiddeld 17 cm lang; het is een middelgroot stormvogeltje. De soort lijkt sterk op het zwartbuikstormvogeltje (F. tropica), maar is gemiddeld drie centimeter kleiner. Waar het zwartbuikstormvogeltje een zwarte streep over de buik heeft, zitten bij het Nieuw-Zeelandse stormvogeltje alleen zwarte vlekjes. De vleugels zijn ook spitser. Verder is er een lichgrijze band over de ondervleugel en de poten, snavel en ogen zijn zwart.

## Verspreiding en leefgebied
De vogel verblijft buiten de broedtijd op open zee tussen Nieuw-Zeeland en Australië. Uit de 19de eeuw zijn exemplaren bekend die aan de oostkust van Nieuw-Zeeland werden verzameld. In de 20ste eeuw dacht men dat de vogel was uitgestorven. Pas na de laatste eeuwwisseling zijn er weer bevestigde waarnemingen en werden foto's gemaakt van stormvogeltjes rond het Noordereiland van Nieuw-Zeeland. In 2013 werden nestholen ontdekt op het Nieuw-Zeelandse eiland Little Barriereiland, terwijl rond 2010 ook op zee bij New South Wales waarnemingen werden gedaan.
Het leefgebied bestaat uit open zee, met een voorkeur voor de warmere wateren van de Grote Oceaan. De in 2013 ontdekte nestholen werden aangetroffen in rotsige bosgrond overdekt met dorre bladeren.

## Status
Het Nieuw-Zeelands stormvogeltje heeft een zeer klein broedgebied en daardoor is de kans op uitsterven aanwezig. De grootte van de populatie werd op grond van alle waarnemingen na 2003 door BirdLife International geschat op minder dan 50 individuen. Men neemt aan dat zij te lijden hebben door geïntroduceerde roofdieren (wilde katten) op de broedplaatsen. Projecten voor ecologisch herstel, waarbij deze invasieve predatoren worden verwijderd, hebben een gunstig effect op het broedresultaat. Gevreesd wordt nog wel voor het effect voor natuurlijke predatoren zoals de Nieuw-Zeelandse boeboekuil (Ninox novaeseelandiae). De broedpopulatie blijft daarom afhankelijk van actief natuurbeheer en om deze reden blijft deze soort als ernstig bedreigd (kritiek) op de Rode Lijst van de IUCN.